# Vatican Media
Vatican Media wurde 1983 eingerichtet. Es dient der weltweiten Übermittlung von Fernsehbildern, welche die Arbeit des Papstes und die Tätigkeiten des Heiligen Stuhls dokumentieren.
Es werden Direktübertragungen, tägliche Berichterstattungen, Produktionen gesendet. Seit 1996 ist der Sender eine Einrichtung der Römischen Kurie und arbeitet nach den Satzungen vom 1. Juni 1996, dabei steht die „universale Verkündung des Evangeliums“ im Vordergrund. Die Gesamtleitung wurde den Jesuiten übertragen, die auch den Generaldirektor stellen.
Zu den produzierten Aufzeichnungen gehören das Angelusgebet, Generalaudienzen sowie weitere Veranstaltungen und Feiern. Die Direktübertragungen, zum Beispiel bei Pastoralreisen des Heiligen Vaters, werden von anderen katholischen Fernsehanstalten ausgestrahlt. Die täglich produzierten Sendungen werden auch an Agenturen und internationalen Fernsehsendern weitergegeben, hierzu verfügt der Sender über eine eigene Kopiervorrichtung. Das Vatikanische Fernsehen unterstützt auch Pressevertreter, Aufnahmeteams und bietet technische Unterstützung an.
Die Fernsehproduktionen bestehen im Wesentlichen aus Dokumentarfilmen und dem Wochenmagazin „Octava Dies“. Die Videothek und das Archiv besitzt eine Vielzahl an Videokassetten und verfügt seit 1984 über eine Dokumentation. Fernsehsender und Produktionsfirmen aus der ganzen Welt greifen auf diese Archivaufnahmen zurück.